# کایدلهایم
کایدلهایم (به آلمانی: Keidelheim) یک شهر در آلمان است که در راین-هونسروک واقع شده‌است. کایدلهایم ۳۲۱ نفر جمعیت دارد.